# Powiat de Płock
Pour les articles homonymes, voir Płock (homonymie).
Le powiat de Płock (polonais : powiat płocki) est un powiat (district) de la voïvodie de Mazovie, dans le centre-est de la Pologne.
Elle est née le 1er janvier 1999, à la suite des réformes polonaises de gouvernement local passées en 1998. 
Le siège administratif du powiat est la ville de Płock, bien qu'elle ne se trouve pas sur le territoire du powiat, et qui se trouve à 110 kilomètres au nord-ouest de Varsovie, capitale de la Pologne. Il y a trois autres villes dans le powiat : Gąbin, située à 17 kilomètres au sud de Płock, Drobin à 29 kilomètres au nord-est de Płock et Wyszogród à 39 kilomètres au sud-est de Płock. 
Le district couvre une superficie de 1 798,71 kilomètres carrés. En 2006, sa population totale est de 106 455 habitants, avec une population pour la ville de Gąbin de 4 137 habitants, pour la ville de Drobin de 2 980 habitants, pour la ville de Wyszogród de 2 772 habitants, pour la ville de Tarczyn de 3 886 habitants et une population rurale de 96 566 habitants.

## Powiaty voisines
La Powiat de Płock est bordée de :
- la ville de:
  - Płock
- et des powiaty de: 
  - Sierpc au nord
  - Płońsk à l'est
  - Sochaczew au sud-est
  - Gostynin au sud-ouest
  - Włocławek à l'ouest
  - Lipno au nord-ouest

## Division administrative

Carte du powiat

Le powiat de Płock comprend 15 communes :
- 3 communes urbaines-rurales : Drobin, Gąbin et Wyszogród ;
- 12 communes rurales : Bielsk, Bodzanów, Brudzeń Duży, Bulkowo, Łąck, Mała Wieś, Nowy Duninów, Radzanowo, Słubice, Słupno, Stara Biała et Staroźreby.

| Gmina              | Type         | Superficie (km²) | Population (2006) | Siège        |
| Gmina Gąbin        | urbain-rural | 146,7            | 10 858            | Gąbin        |
| Gmina Stara Biała  | rural        | 111,1            | 10 040            | Biała        |
| Gmina Bielsk       | rural        | 125,5            | 8 936             | Bielsk       |
| Gmina Drobin       | urbain-rural | 143,2            | 8 531             | Drobin       |
| Gmina Bodzanów     | rural        | 136,8            | 8 372             | Bodzanów     |
| Gmina Brudzeń Duży | rural        | 161,8            | 7 806             | Brudzeń Duży |
| Gmina Staroźreby   | rural        | 137,6            | 7 576             | Staroźreby   |
| Gmina Radzanowo    | rural        | 104,3            | 7 322             | Radzanowo    |
| Gmina Mała Wieś    | rural        | 108,9            | 6 358             | Mała Wieś    |
| Gmina Wyszogród    | urbain-rural | 97,9             | 6 002             | Wyszogród    |
| Gmina Bulkowo      | rural        | 117,1            | 5 905             | Bulkowo      |
| Gmina Słupno       | rural        | 74,7             | 5 377             | Słupno       |
| Gmina Łąck         | rural        | 93,7             | 4 932             | Łąck         |
| Gmina Słubice      | rural        | 94,5             | 4 556             | Słubice      |
| Gmina Nowy Duninów | rural        | 144,8            | 3 884             | Nowy Duninów |

## Démographie
Données du 30 juin 2005 :
| Description | Total   | Total | Femmes | Femmes | Hommes | Hommes |
| ----------- | ------- | ----- | ------ | ------ | ------ | ------ |
| Unité       | Nombre  | %     | Nombre | %      | Nombre | %      |
| Population  | 106 067 | 100   | 53 389 | 50,34  | 52 678 | 49,66  |
| Urbain      | 9 925   | 9,36  | 5 169  | 4,87   | 4 756  | 4,48   |
| Rural       | 96 142  | 90,64 | 48 220 | 45,46  | 47 922 | 45,18  |

## Histoire
De 1975 à 1998, les différents gminy du powiat actuelle appartenaient administrativement à la Voïvodie de Płock.